# Augenoptische Kantenfilter
Kantenfilter werden laut Hilfsmittel-Richtlinie als therapeutische Sehhilfe eingeordnet und sind unabhängig vom Visus und Alter der betroffenen Person verordnungsfähig. Die Bezeichnung Kantenfilter leitet sich aufgrund der exakten Absorptionskante in der Transmissionskurve ab, an der der undurchlässige Bereich in den durchlässigen übergeht. Die technischen Möglichkeiten erlauben es, bestimmte Wellenbereiche komplett zu absorbieren und den Filter für andere Wellenbereiche durchlässig zu lassen wie zum Beispiel für kontraststeigernde Sonnenschutzgläser. Somit ist die Benutzung von Kantenfiltern nicht nur bei bestimmten Augenerkrankungen sinnvoll, sondern kommt auch bei Brillengläser zum Schutz vor schädlichem blauen Licht (Blue Blocker) sowie bei kontraststeigernden Sonnenschutzgläser als Blendschutz (Gelb-Löcher) für alle Personen zur Anwendung.

## Transmission von Kantenfilter
Die Absorptionskante liegt bei den verschiedenen Kantenfiltern bei unterschiedlichen Wellenlängen. Zur Kennzeichnung von Kantenfiltern kommen zwei verschiedene Möglichkeiten zur Anwendung. Mehrheitlich bezeichnen die Hersteller ihre Filter nach der Grenzwellenlänge, bei der ein steiler Anstieg vom undurchlässigen Bereich in den durchlässigen Bereich des sichtbaren Lichtes beginnt. Eine andere Möglichkeit besteht in der Benennung der Wellenlänge, bei der 50 % des sichtbaren Lichtes absorbiert werden. Zur Erkennung dieser Methode wird vor der Wellenlänge der Großbuchstabe F vorangestellt.

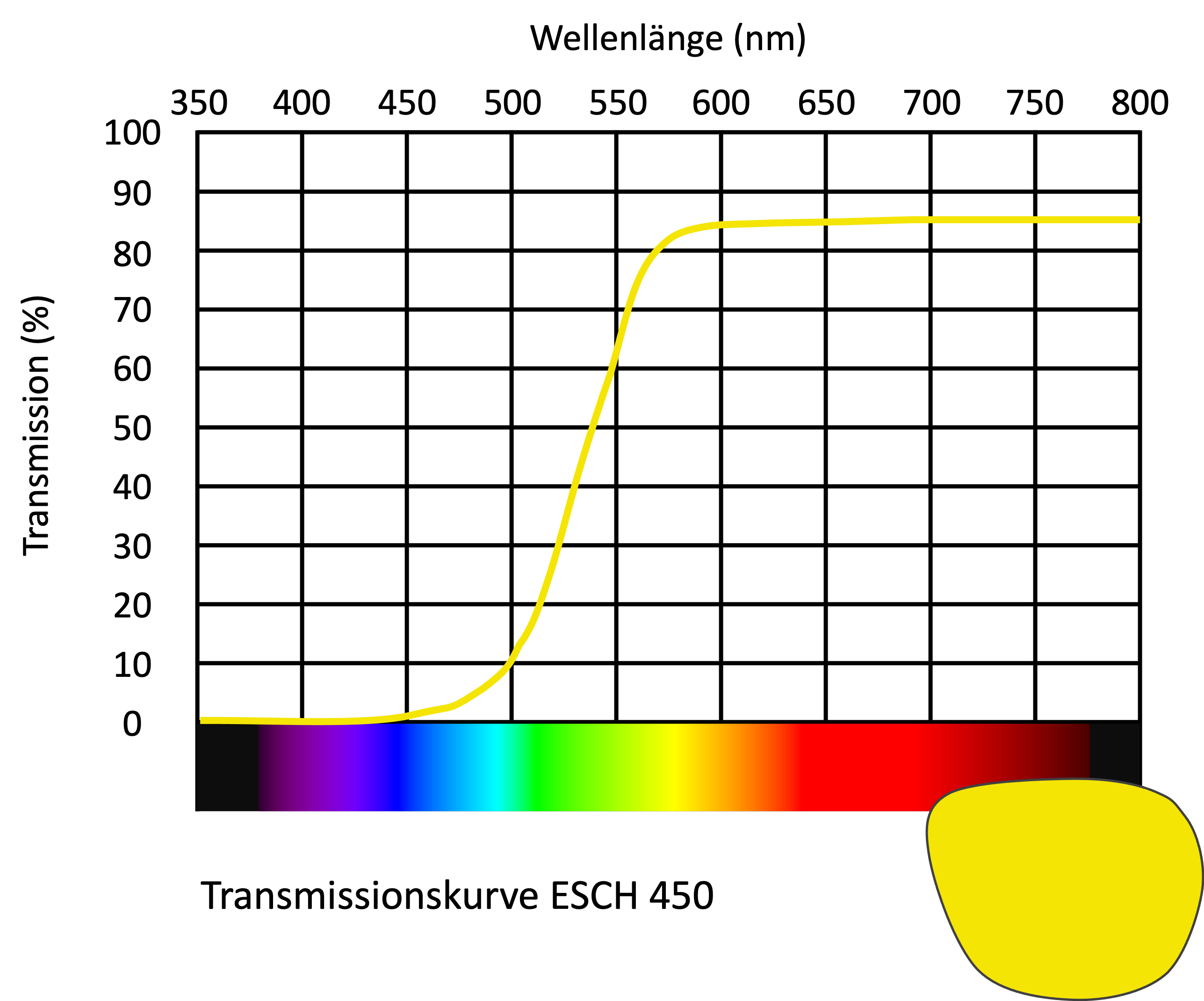
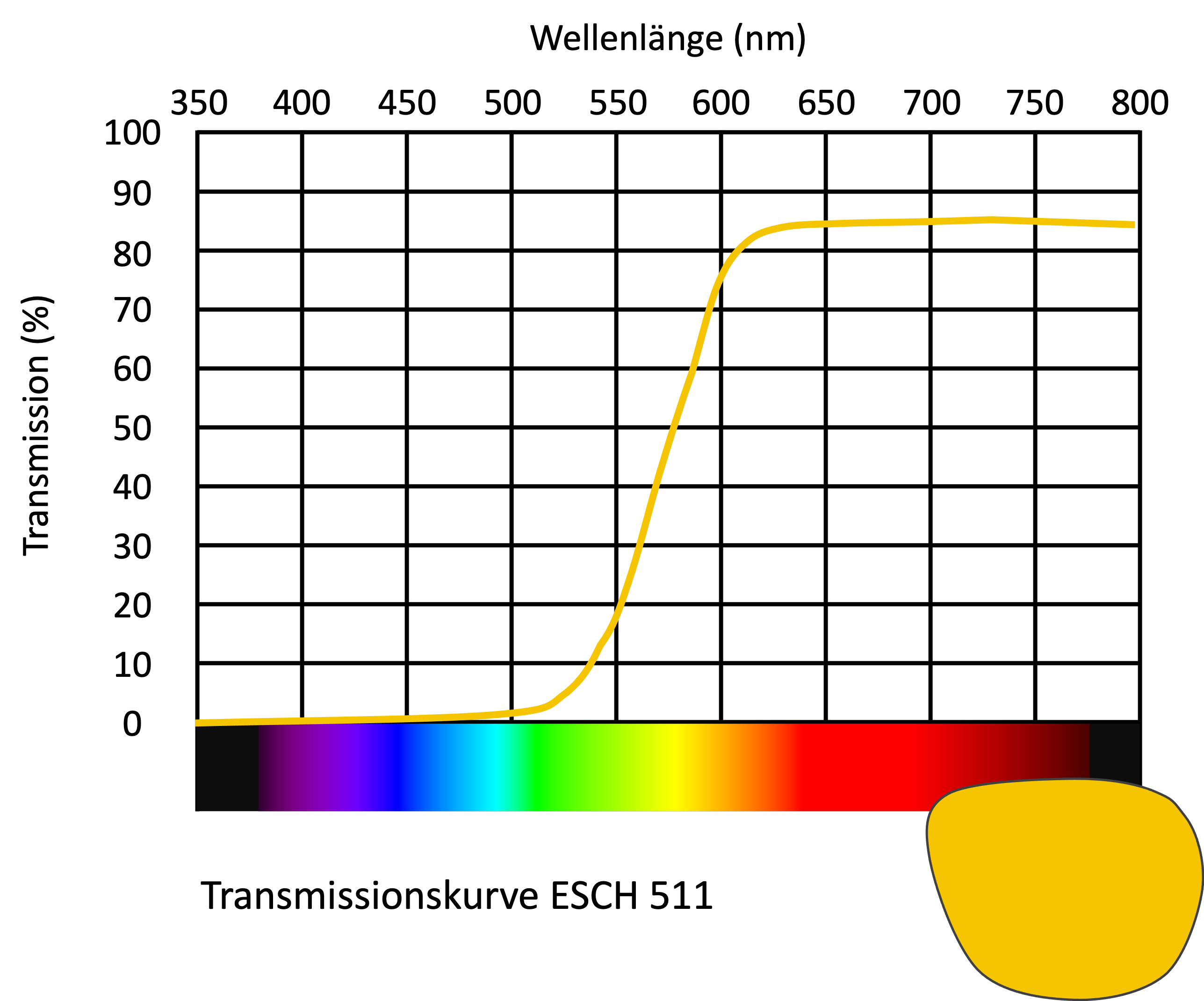
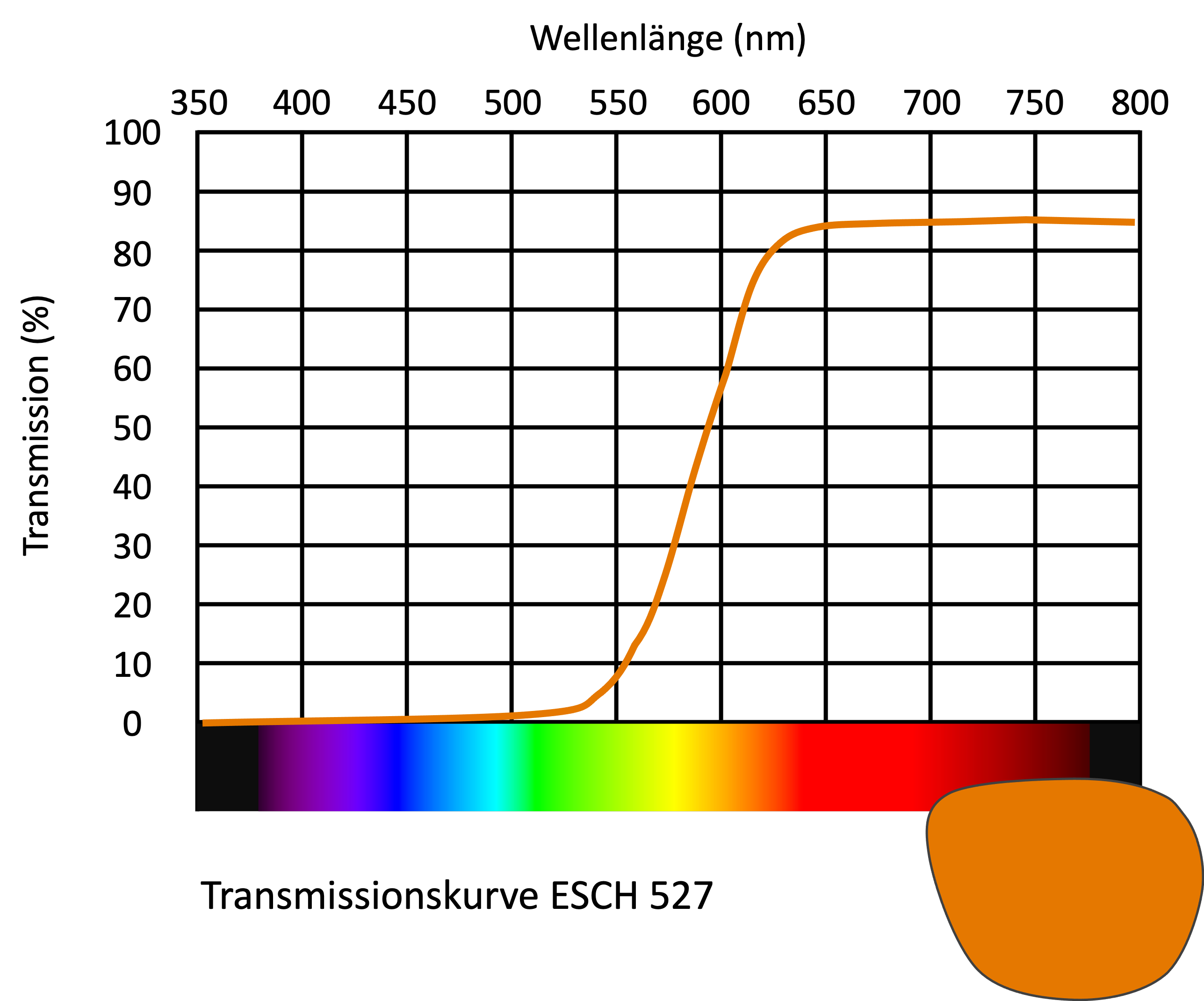
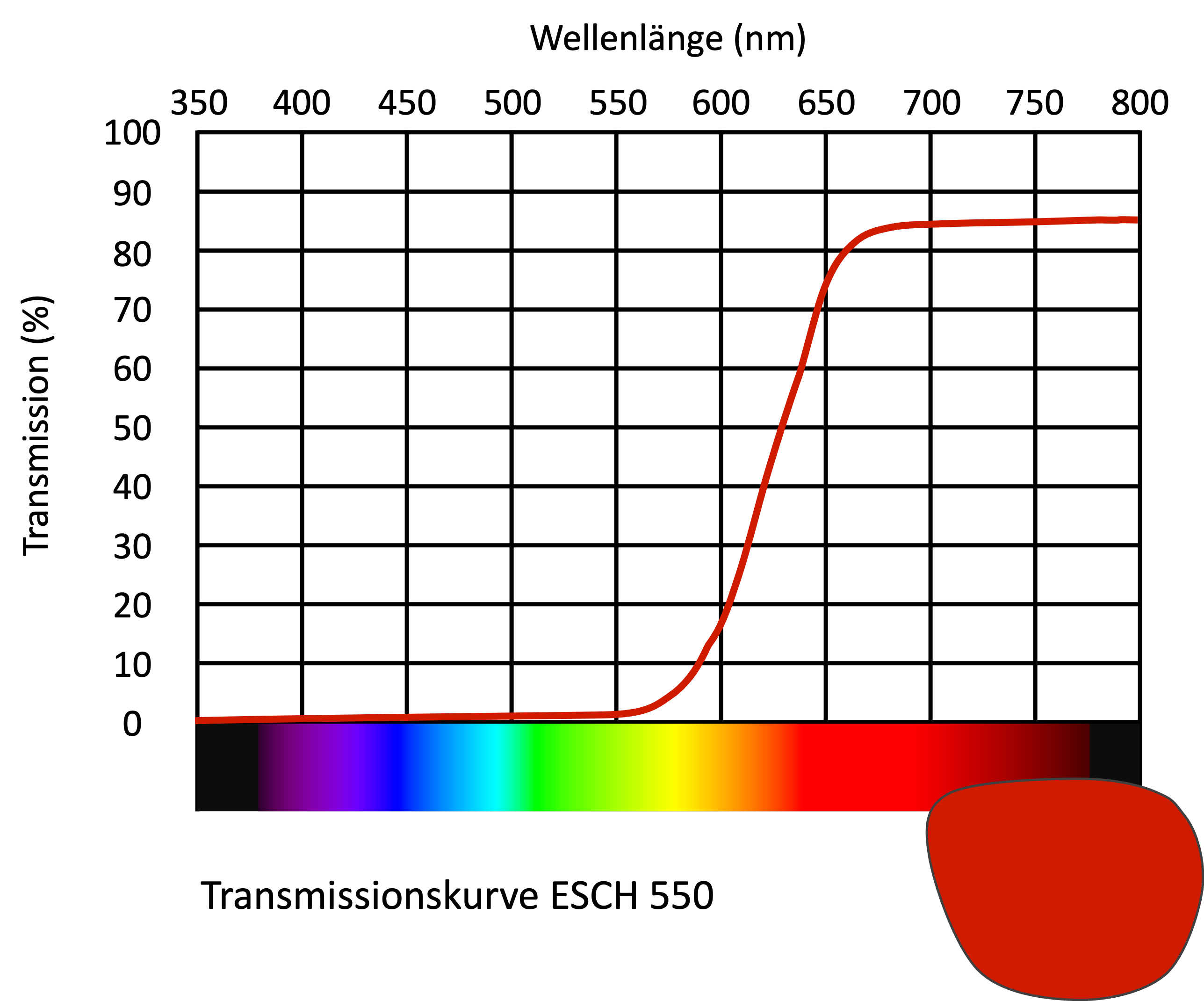
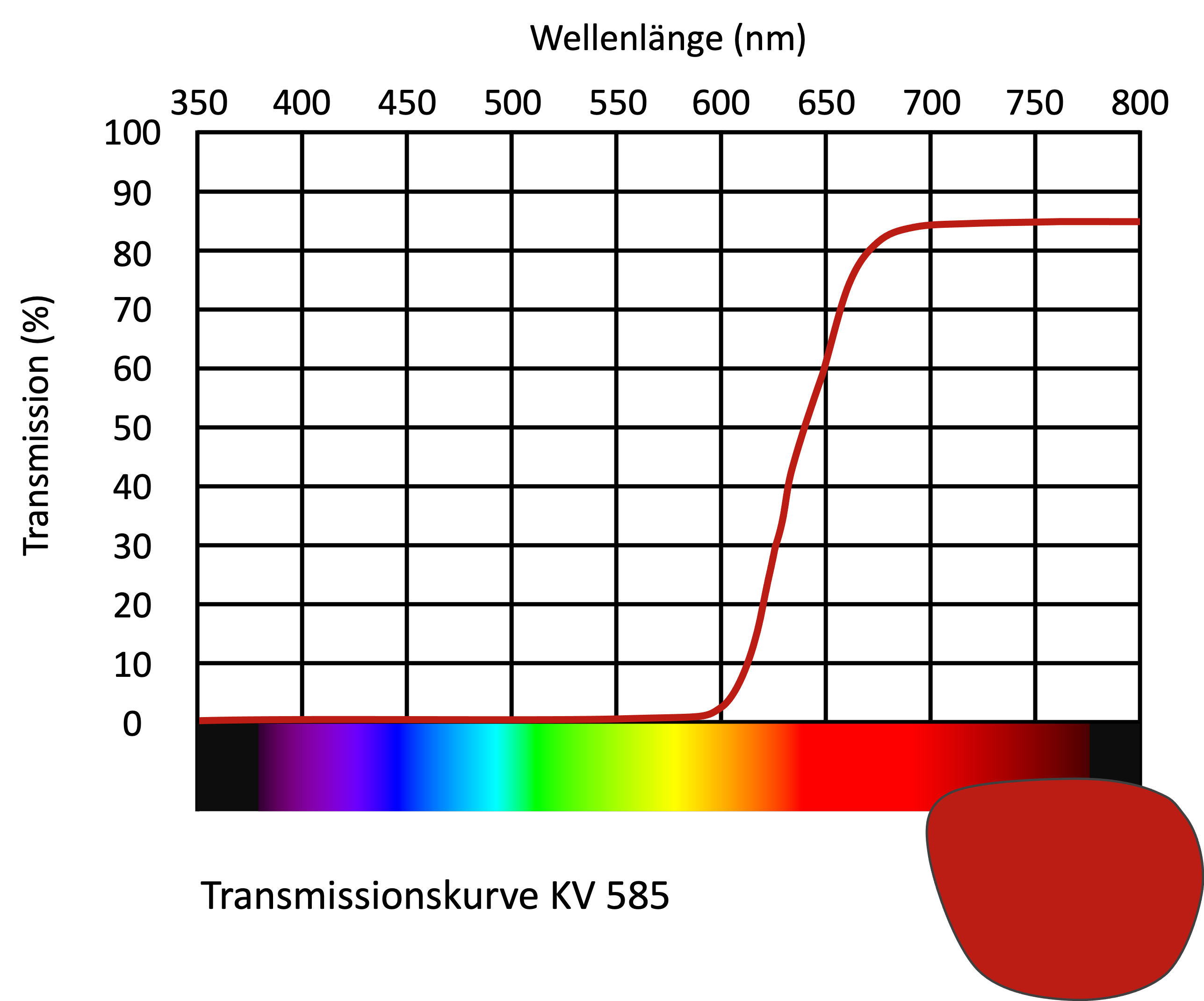
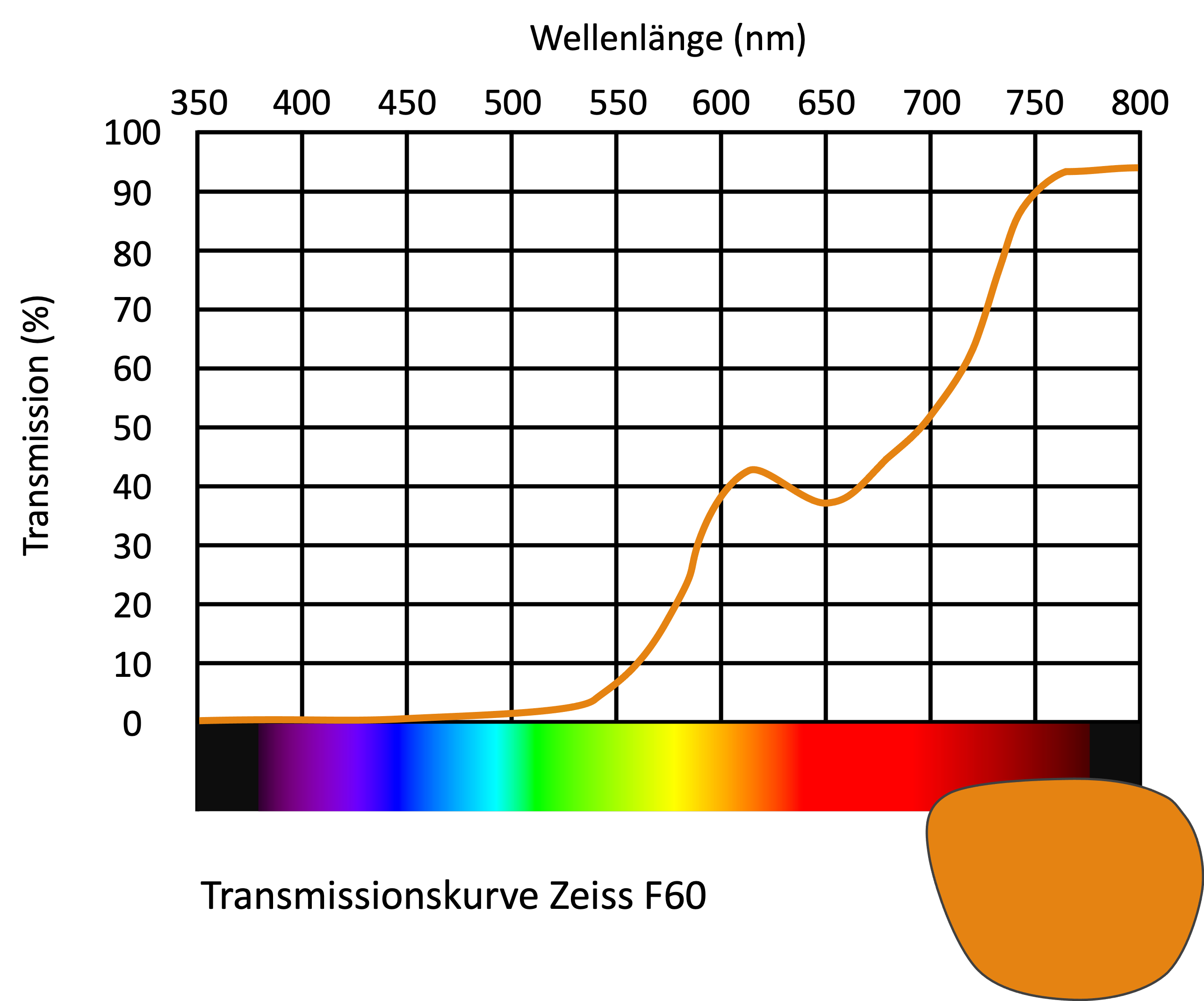
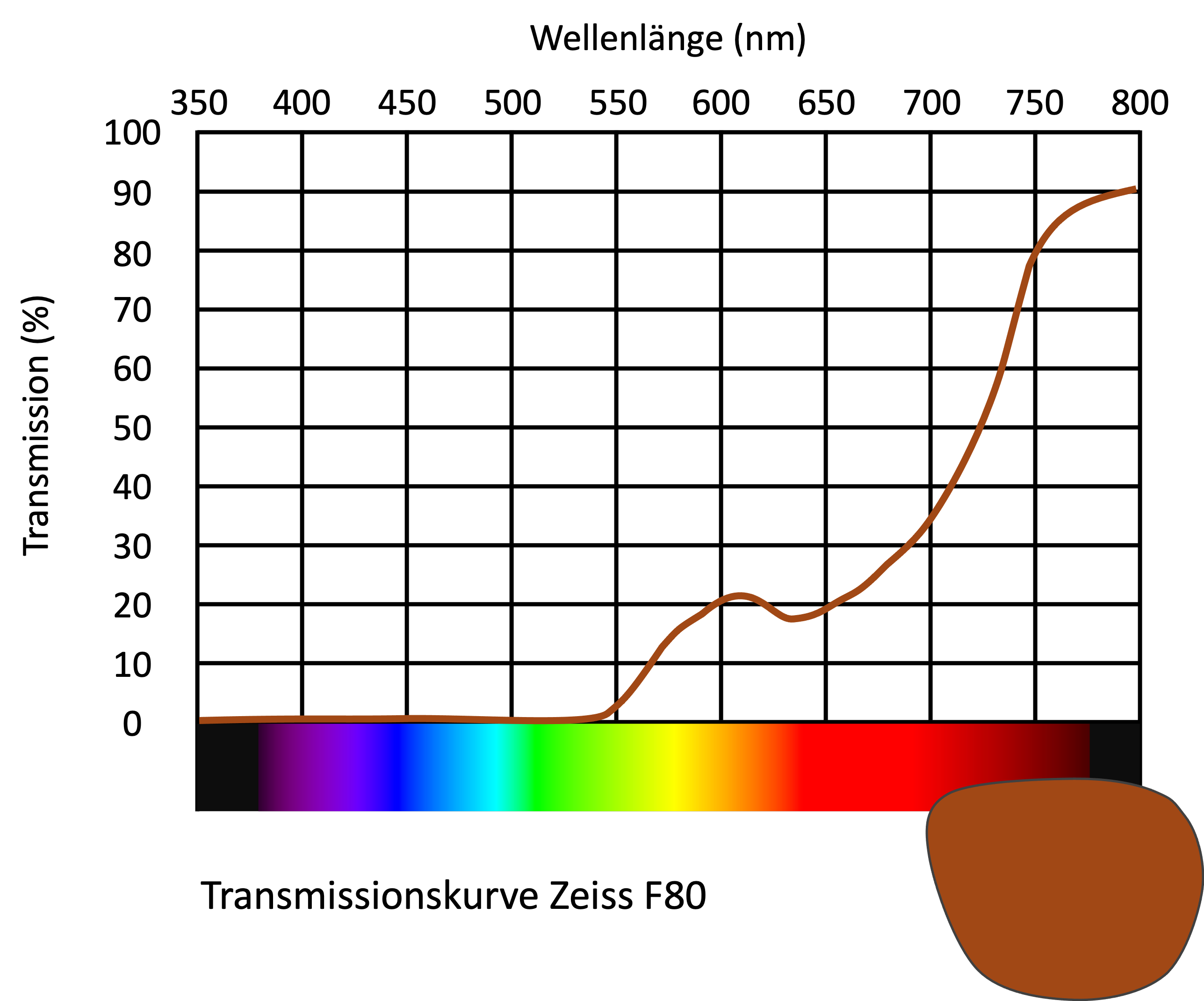

### Schutz vor sichtbaren blauen Licht und UV-Licht
Nachweislich kann sichtbares blaues Licht im Wellenbereich von λ 400-430 nm bleibende Schäden in den Rezeptoren der Netzhaut verursachen. Zusätzlich führt der kurzwellige Bereich des Lichtes zu Streulicht und somit zu Blendung. Zunehmende altersbedingte Trübungen der Augenlinse, mögliche Trübungen der Hornhaut oder im Glaskörper, erhöhen den Streulichtanteil und verstärken die Blendung. Zusätzliche Blendung, verursacht durch Ablagerungen an Kontaktlinsen oder zerkratzte Brillengläser können einfach durch Erneuerung beseitigt werden, Streulicht im Auge wird durch gezieltes Filtern des kurzwelligen Lichtes mit Kantenfiltern beseitigt.

### Steigerung des Kontrastsehen

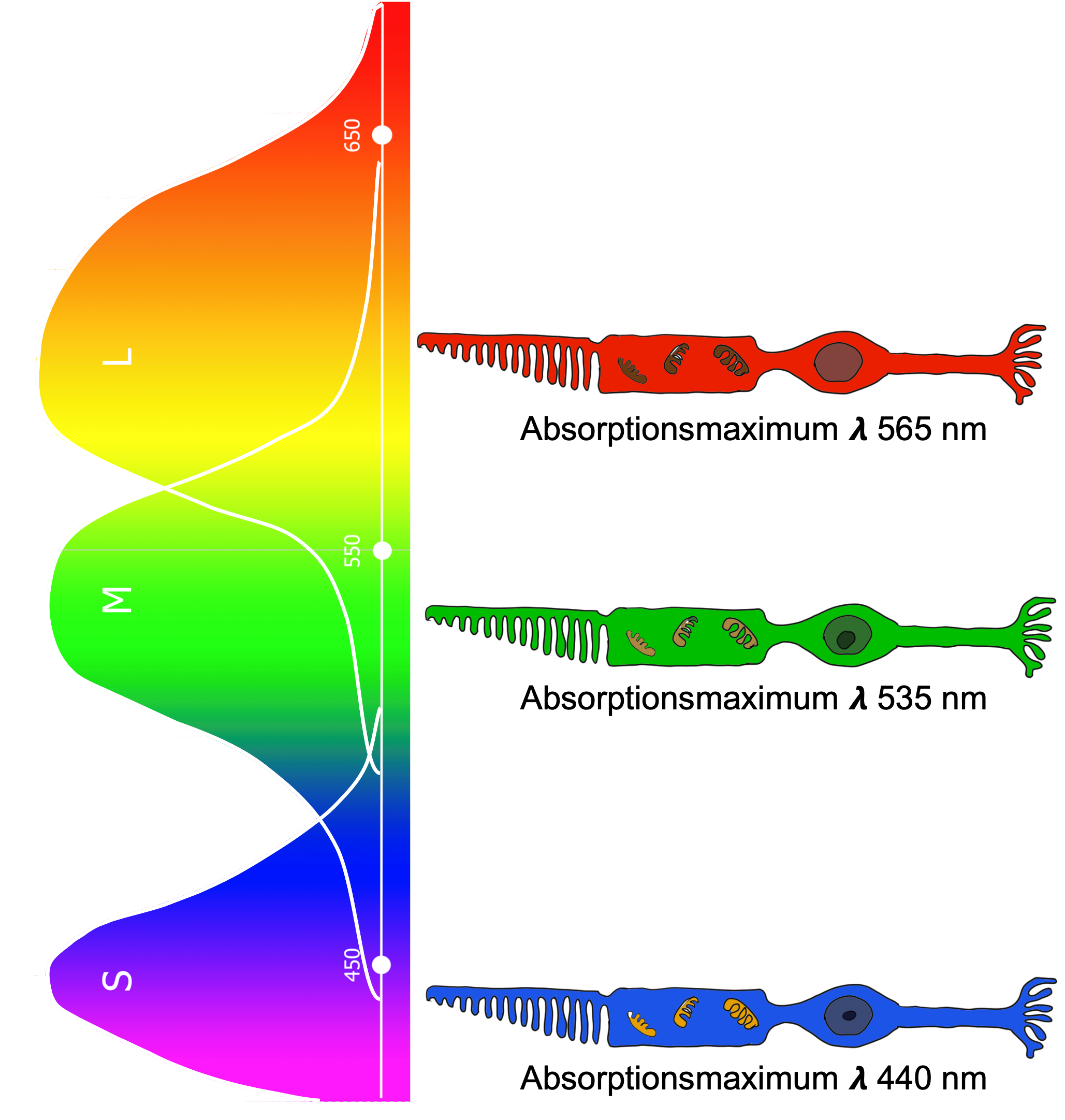
S-Zapfen mit einem Absorptionsmaximum von λ 440 nm, M-Zapfen mit einem Absorptionsmaximum von λ 535 nm und L-Zapfen mit einem Absorptionsmaximum von λ 565 nm

In der menschlichen Retina befinden sich zwei unterschiedliche Typen an Fotorezeptoren, Stäbchen und Zapfen. Stäbchen sind farbuntüchtig, reagieren bei geringen Leuchtdichten und sind im Zentrum der Fovea (stäbchenfreie Zone) nicht vorhanden. Die Zapfen haben in Sehzentrum (Fovea) eine besonders hohe Dichte, daraus folgerte die hohe Sehschärfe an dieser Netzhautstelle. Zapfen sind für das Verarbeiten hoher Leuchtdichten ausgelegt und generieren somit das photopische Sehen mit Farbwahrnehmung. Bei den Zapfenrezeptoren unterscheidet man drei Grundtypen, S-Zapfen mit einem Absorptionsmaximum von λ 440 nm, M-Zapfen mit einem Absorptionsmaximum von λ 535 nm und L-Zapfen mit einem Absorptionsmaximum von λ 565 nm. Die höchste Lichtempfindlichkeit beim photopischen Sehen liegt bei λ 555 nm im Grünbereich am Übergang zum Gelbbereich. Um ein Objekt wahrnehmen zu können, muss es eine ausreichende Größe haben und es muss einen ausreichenden Kontrast zu seinem Umfeld aufweisen (Minimum visibile). Ist der Leuchtdichtenunterschied zwischen Objekt und seiner Umgebung zu gering, dann wird dieses auch nicht wahrgenommen. Kantenfilter absorbieren Wellenlängenbereiche des sichtbaren Lichtes zu 100 %, deshalb werden jene Zapfentypen, die diese Wellenlänge absorbieren würden, nicht angeregt. Somit ergibt sich eine größere Belichtungsdifferenz zwischen den geringst- und meistbelichteten Rezeptorentypen und es erfolgt eine Kontraststeigerung.